# Спеціальна моторизована військова частина
Спеціальна моторизована військова частина (СМВЧ) — частини внутрішніх військ Російської Федерації, до завдань яких відноситься охорона громадського порядку й забезпечення громадської безпеки у великих населених пунктах країни.
Свою історію СМВЧ ведуть від спеціальних моторизованих частин міліції (СМЧМ) СРСР.
Особовий склад СМВЧ ВВ залучався до виконання службово-бойових завдань із забезпечення правопорядку й громадської безпеки під час проведення заходів на честь 850-річчя Москви, 300-річчя Санкт-Петербургу й ін.
СМВЧ виконували службово-бойові завдання під час військової операції проти Чеченської Республіки Ічкерії. З грудня 1999 року 5 зведених спеціальних моторизованих полків чисельністю більше 4 тис. осіб брали участь у веденні бойових дій (КТО) на території Чеченської республіки.
Згідно Федерального закону від 6 лютого 1997 року № 27-ФЗ «Про внутрішні війська Міністерства внутрішніх справ Російської Федерації», СМВЧ призначені для участі разом із ОВС в охороні громадського порядку, а також у забезпеченні безпеки під час проведення масових заходів.
Саме військовослужбовці цих частин під час несення самостійної бойової служби з охорони громадського порядку вживають необхідних заходів для збереження слідів злочину до прибуття представників органів слідства, беруть участь в порятунку людей, охороні майна, яке залишилося без нагляду, забезпеченні громадського порядку під час надзвичайних подій, а також у забезпеченні режиму надзвичайного стану.